# Dalechampia shankii
Dalechampia shankii är en törelväxtart som först beskrevs av Antonio Molina, och fick sitt nu gällande namn av Michael J. Huft. Dalechampia shankii ingår i släktet Dalechampia och familjen törelväxter. Inga underarter finns listade i Catalogue of Life.